# Ruskov
Ruskov (ungarisch Regeteruszka) ist eine Gemeinde im Südosten der Slowakei.
Die Gemeinde Ruskov liegt etwa 15 Kilometer östlich von Košice in einem rechten Seitental der Olšava, eines 50 Kilometer langen Nebenflusses des Hornád. Östlich von Ruskov erhebt sich der Gebirgszug Slanské vrchy mit dem 856 Meter hohen Bogota. Der Gebirgseinschnitt zwischen Ruskov und Slanec mit einer Passhöhe von 330 Metern wird von der einzigen Bahntrasse, die über das Gebirge führt, genutzt. Südwestlich der Gemeinde erstreckt sich das breite Hornádtal als Teil des Talkessels Košická kotlina.
Umgeben wird Ruskov von den Nachbargemeinden Ďurkov im Norden, Slančík im Osten, Blažice im Süden sowie Vyšný Čaj im Westen.
Durch Ruskov führt die Fernstraße 576 von Bohdanovce über Bidovce nach Vranov nad Topľou. Der Bahnhof der Gemeinde Ruskov liegt an der Bahnlinie Košice-Michalovce bzw. Košice-Tschop (Ukraine). Parallel zur Bahnstrecke in die Ukraine und damit an Ruskov vorbeiführend liegt die Breitspurstrecke Uschhorod–Košice, die für den Eisenerztransport in das Stahlwerk Haniska errichtet wurde.
Östlich der Gemeinde wird in einem Steinbruch Andesit abgebaut.
Der Ort Ruskov wurde im Jahr 1204 erstmals schriftlich erwähnt. Die römisch-katholische Kirche entstand 1938.

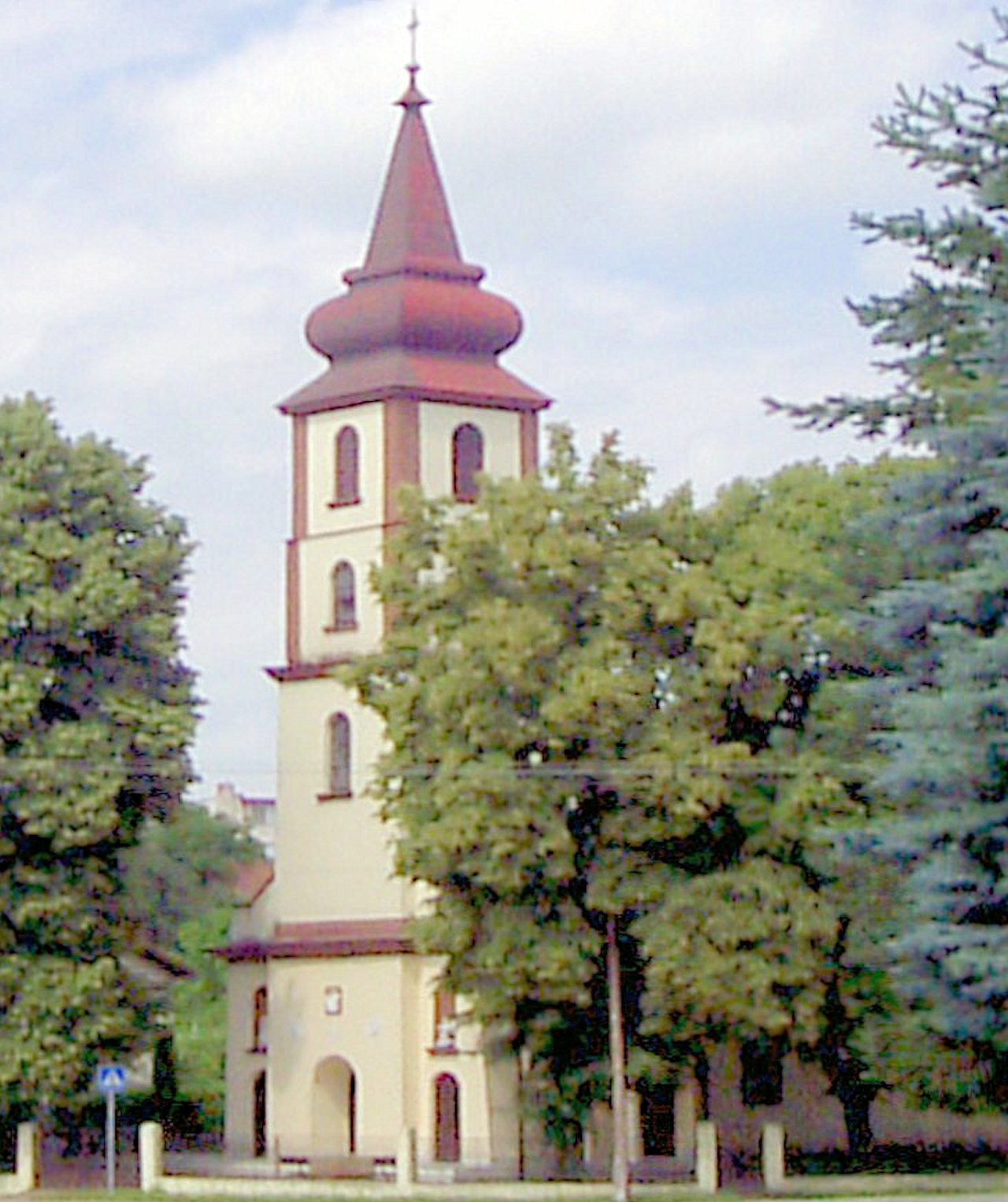
Römisch-katholische Kirche in Ruskov

Die Bevölkerung der Gemeinde Ruskov besteht zu fast 98 % aus Slowaken. 80 % der Einwohner bekennen sich zur Römisch-katholischen Kirche.

## Bevölkerung
| Jahr                | 1994 | 2004    | 2014    | 2024     |
| ------------------- | ---- | ------- | ------- | -------- |
| Anzahl der Personen | 1326 | 1328    | 1450    | 1778     |
| Unterschied         |      | +0,15 % | +9,18 % | +22,62 % |

| Jahr                | 2023 | 2024    |
| ------------------- | ---- | ------- |
| Anzahl der Personen | 1742 | 1778    |
| Unterschied         |      | +2,06 % |